# Hans Ferdinand Hult
Hans Ferdinand Hult, född 22 november 1828 i Göteborg, död där 3 mars 1908, var en svensk skolledare och latinist. Han var far till Maria Hult.
Hult blev student vid Uppsala universitet 1848, filosofie kandidat 1857 och filosofie doktor 1863. Han blev lektor i klassiska språk vid Nya elementarskolan i Stockholm 1864, var rektor för Beskowska skolan i Stockholm 1867–1871 och för Halmstads högre allmänna läroverk 1871–1899. Han erhöll åtskilliga förtroendeuppdrag och var bland annat ledamot av kyrkomötena 1883 och 1888. 
Hult utgav 1870–1890 Pedagogisk tidskrift (1870–1880 tillsammans med Ernst Olbers).